# Магические бойцы
«Магические бойцы» (кит. 奇門遁甲 — Кэймунь и Тёнькап) — гонконгский комедийный боевик Юнь Вопхина.

## Сюжет
Преданный генерал мешает заговору, цель которого сделать сына регента императором. Он сбегает с мальчиком. Вскоре мальчик умирает и генерал усыновляет молодого сироту. Несмотря на вмешательство двух сварливых магов, заговорщики находят и убивают генерала, ловят его приёмного сына и заставляют мальчика играть роль погибшего сына регента. Парень сбегает и находит убежище у магов, которые учат его своему мастерству, чтобы тот смог свергнуть заговорщиков и отомстить за смерть генерала.

## В ролях
| Актёр        | Роль                                        |
| ------------ | ------------------------------------------- |
| Лён Каянь    | Кэймунь                                     |
| Юнь Чхёнъянь | Тёнькап                                     |
| Юнь Сёньи    | колдун Летучая Мышь                         |
| Юнь Ятчхо    | Сю Кан                                      |
| Эдди Коу     | генерал Коу Хун                             |
| Бренди Юнь   | ребёнок в урне / один из людей Летучей Мыши |
| Хуан Ха      | заклинатель дождя                           |
| Тино Вон     | один из людей Летучей Мыши                  |

## Номинации
- 2-я Гонконгская кинопремия[4]
  - Номинанты: Лучшая хореография (Юнь Вопхин, Бренди Юнь, Юнь Сёньи, Юнь Чхёнъянь[кит.], Юнь Ятчхо, Чиу Чунхин)